# 臺灣反一中顧主權連線
臺灣反一中顧主權連線，簡稱反一中連線，是臺灣政黨民主進步黨的派系之一，但不被大多數民進黨黨員承認的派系，在2013年4月29日成立，宣稱臺灣是主權獨立國家、不屬於自稱「中國」的「中華人民共和國」。要旨是反對所謂的「一中原則」，宣稱「一個中國」是中國共產黨的主張，指臺灣與大陸同是中國、臺灣是中國的一部分；中華人民共和國是臺灣的中央政府，臺灣是中國的地方政府或一省；一中原則使臺灣喪失主權獨立國家的地位，也使台灣人民失去民主、自由及享有人權的生活方式，反一中連線反對這個原則。

## 歷史
2012年12月30日，民主進步黨前立法委員蔡同榮說，醫師鄭勝輝曾對他說，臺灣許多人都自稱獨派，獨派這麼多，發揮的力量卻不大；鄭勝輝這段話讓身為獨派的他覺得「見笑」（丟臉），他認為這是因為獨派欠缺組織，也讓他興起籌組新組織的念頭；經他與前行政院院長游錫堃會商，游錫堃建議定名為「反一中連線」；反一中連線由游錫堃、台灣之友會總會長黃崑虎、前考試院院長姚嘉文、民進黨立委陳唐山與他等五人擔任共同發起人，預計結合一百人在2013年1月底召開首次籌備大會。
2013年4月13日，姚嘉文說，前民主進步黨主席謝長廷的「一個中華」論述就是「一個中國」，他無法接受；他強調，獨派並非反對臺海兩岸交流，而是反對「一個中國」，他將在本月29日與蔡同榮及游錫堃等人籌組成立「反一中顧主權連線」，力推制定「臺灣新憲法」。
2013年4月15日，姚嘉文說，台灣國家發展聯盟、黃崑虎、游錫堃、陳唐山、蔡同榮、前台灣教授協會會長陳儀深等社團聯手發起“反一中顧主權連線”，參與連署社團包括台灣北社、台灣中社、台灣南社、台灣東社、台灣社、台灣21世紀婦女協會等數十個社團，目標在於“制定臺灣新憲法”、“反對一個中國原則”、“捍衛臺灣國家主權”，不是要反制誰，也不是針對謝長廷；但他說，他感覺最近民進黨內部在兩岸論述上慢慢往中國靠攏，令人擔心。
2013年4月26日，蔡同榮、陳唐山共同在立法院召開記者會，宣布成立臺灣反一中顧主權連線，蔡同榮出任會長，陳唐山擔任副會長。蔡同榮說，馬英九政府執政後，臺灣主權漸漸流失，謝長廷也跟著訪問中國大陸，民主進步黨高層接受中國大陸「統戰」使他非常憂心，所以他發起成立臺灣反一中顧主權連線；他說，臺灣反一中顧主權連線目前已經邀請前副總統呂秀蓮與前總統府資政彭明敏擔任顧問，並由姚嘉文、游錫堃、黃崑虎、陳儀深與黃帝穎擔任決策委員；他還說，現在已經有一百多人連署加入臺灣反一中顧主權連線，其中有中央研究院院士3人，還有中國國民黨立法委員與親民黨立法委員；但當他被媒體詢問有哪些中國國民黨立法委員連署時，他僅說，羅淑蕾原本要出席這場記者會，其他的人他不方便透露。同日，謝長廷說，「反一中」的意義應該是反對中國共產黨統治臺灣，如果「反一中」的意義真是如此，那麼99%的臺灣人民應該都支持，不要再同中求異，中國國民黨也不要中國共產黨來統治臺灣，他個人當然也反對中國共產黨統治臺灣；「中華民國就是臺灣」是他的主張，「中華民國派」應該與「臺灣派」及「臺獨派」結合，但他們不結合；獨派大老都是堅持理念的老前輩，他則是從現實出發的理想主義者，大家應該團結爭取臺灣的尊嚴；接觸不表示被統戰，交流不表示投降，民進黨應該要更有信心；民進黨必須執政才有辦法做事，長期當在野黨恐怕只剩下批評，「敵人太大，沒辦法打敵人，只好在同志裡找敵人」。
2013年4月29日，臺灣反一中顧主權連線於臺大醫院國際會議中心舉辦成立大會，主持人是民主進步黨臺北市議員簡余晏。蔡同榮在臺灣反一中顧主權連線成立大會中說，除了馬英九政府種種做法不當以外，臺灣反一中顧主權連線成立的關鍵在於謝長廷訪問中國大陸，他與陳唐山都很擔心謝長廷此舉會帶動民進黨幹部訪問中國大陸而被中國大陸「統戰」，因此決定成立臺灣反一中顧主權連線；謝長廷回應，「接觸不代表被統戰，交流不代表投降」，否則1993年他與蔡同榮等人一起訪問中國大陸也是投降。
2014年1月11日，蔡同榮逝世，臺灣反一中顧主權連線自然消亡。2014年1月13日，陳儀深說：「蔡同榮晚年的挫敗，應不在於競選公職黨職的失利，而是在於民進黨因應中國壓力、苦思中國政策的過程中，他除了對一些追求權變的同志不以為然，卻也提不出可以實踐的有效出路，『反一中顧主權連線』的雷聲雨點是為著例。」

## 主要成員
- 會長蔡同榮
- 副會長陳唐山
- 決策委員姚嘉文
- 決策委員黃崑虎
- 決策委員陳儀深
- 決策委員黃帝穎

## 外部連結
- 臺灣反一中顧主權連線成立大會 （页面存档备份，存于）